# Trần Trạm Hi
Chan Cham Hei (tiếng Trung: 陳湛羲; Yale Quảng Đông: Chàn Jaamhēi, sinh ngày 17 tháng 6 năm 1991 ở Hồng Kông) là một cầu thủ bóng đá Hồng Kông thi đấu ở vị trí hậu vệ trái thi đấu cho câu lạc bộ tại Giải bóng đá ngoại hạng Hồng Kông Hong Kong Rangers.

## Thống kê sự nghiệp
Tính đến 15 tháng 12 năm 2012
| Câu lạc bộ              | Mùa giải                | Giải vô địch | Giải vô địch | Senior Shield | Senior Shield | Cúp Liên đoàn | Cúp Liên đoàn | Cúp FA  | Cúp FA    | Cúp AFC | Cúp AFC   | Tổng    | Tổng      |
| Câu lạc bộ              | Mùa giải                | Số trận      | Bàn thắng    | Số trận       | Bàn thắng     | Số trận       | Bàn thắng     | Số trận | Bàn thắng | Số trận | Bàn thắng | Số trận | Bàn thắng |
| ----------------------- | ----------------------- | ------------ | ------------ | ------------- | ------------- | ------------- | ------------- | ------- | --------- | ------- | --------- | ------- | --------- |
| Fourway Rangers         | 2010–11                 | 4            | 0            | 0             | 0             | 1             | 0             | 0       | 0         | —       | —         | 5       | 0         |
| Fourway Rangers Total   | Fourway Rangers Total   | 4            | 0            | 0             | 0             | 1             | 0             | 0       | 0         | 0       | 0         | 5       | 0         |
| Hồng Kông Sapling       | 2011–12                 | 16           | 0            | 2             | 0             | 1             | 0             | 2       | 0         | —       | —         | 21      | 0         |
| Hồng Kông Sapling Total | Hồng Kông Sapling Total | 16           | 0            | 2             | 0             | 1             | 0             | 2       | 0         | 0       | 0         | 21      | 0         |
| South China             | 2012–13                 | 1            | 0            | 1             | 0             | —             | —             | 1       | 0         | —       | —         | 3       | 0         |
| South China Total       | South China Total       | 1            | 0            | 1             | 0             | 0             | 0             | 1       | 0         | 0       | 0         | 3       | 0         |
| Career Total            | Career Total            | 21           | 0            | 3             | 0             | 2             | 0             | 3       | 0         | 0       | 0         | 29      | 0         |

1. 1 2 3  The team did not compete ở Cúp AFC in that season.
2. ↑  Cúp Liên đoàn was not held in that season.

## Danh hiệu
Eastern
- Giải hạng nhất Hồng Kông: 2014–15
- Cúp FA Hồng Kông: 2014-15
- Cúp Liên đoàn bóng đá Hồng Kông: 2014-15

Kitchee
- Giải hạng nhất Hồng Kông: 2013-14

South China
- Giải hạng nhất Hồng Kông: 2012-13